# Гутьеррес, Даниэль Адемир
Даниэль Адемир Гутьеррес Рохас (исп. Daniel Ademir Gutiérrez Rojas; 16 февраля 2003, Арика) — чилийский футболист, защитник клуба «Коло-Коло».

## Биография
Даниэль родился в городе Арика, расположенном в провинции Арика и области Арика-и-Паринакота. Футболом начал заниматься в местном филиале именитого чилийского клуба «Коло-Коло». В восьмилетнем возрасте был принят в главную академию. Является воспитанником клуба, прошёл все молодёжные команды, прежде чем был включён в основную перед сезоном 2021 года. 27 марта 2021 в первом туре чилийского чемпионата дебютировал в профессиональном футболе поединком против команды «Унион Ла-Калера». В этой встрече Даниэль появился в стартовом составе и провёл все 90 минут. Матч закончился нулевой ничьей".
Даниэль выступал за сборную Чили среди юношей до 17 лет. Вместе со второй занял второе место на Чемпионате Южной Америки 2019 года среди юношей до 17 лет. На турнире провёл четыре встречи. Также Даниэль принимал участие в чемпионате мира 2019 года среди юношеских команд. На турнире защитник провёл 3 встречи, вместе с командой дойдя до 1/8 финала.

## Статистика выступлений
| Клуб             | Сезон            | Лига    | Лига  | Лига | Кубок | Кубок | Междунар. | Междунар. | Всего | Всего |
| Клуб             | Сезон            | Лига    | Матчи | Голы | Матчи | Голы  | Матчи     | Голы      | Матчи | Голы  |
| ---------------- | ---------------- | ------- | ----- | ---- | ----- | ----- | --------- | --------- | ----- | ----- |
| Коло-Коло        | 2021             | Примера | 7     | 0    | 2     | 0     | 0         | 0         | 1     | 0     |
| Всего за карьеру | Всего за карьеру | 7       | 0     | 2    | 0     | 0     | 0         | 0         | 1     | 0     |